# Broyelinie
| Strecke                                     |      | von Lausanne R 9                     | von Lausanne R 9                     |
| Bahnhof                                     | 20,6 | Palézieux Endpunkt R 8               | 669 m ü. M.                          |
| Abzweig geradeaus und nach rechts           |      | nach Fribourg–Bern                   | nach Fribourg–Bern                   |
| Haltepunkt / Haltestelle                    | 23,4 | Palézieux-Village                    | 634 m ü. M.                          |
| Bahnhof                                     | 25,9 | Châtillens                           | 602 m ü. M.                          |
| Bahnhof                                     | 30,6 | Ecublens-Rue                         | 484 m ü. M.                          |
| Tunnel                                      |      | Villangeaux 424 m                    | Villangeaux 424 m                    |
| ehemaliger Haltepunkt / Haltestelle         | 36,1 | Bressonnaz                           | 533 m ü. M.                          |
| Bahnhof                                     | 38,0 | Moudon                               | 509 m ü. M.                          |
| Bahnhof                                     | 43,4 | Lucens                               | 493 m ü. M.                          |
| Haltepunkt / Haltestelle                    | 47,2 | Henniez                              | 476 m ü. M.                          |
| Bahnhof                                     | 50,4 | Granges-Marnand                      | 469 m ü. M.                          |
| Haltepunkt / Haltestelle                    | 53,4 | Trey                                 | 459 m ü. M.                          |
| Abzweig geradeaus und von links             |      | von Yverdon-les-Bains                | von Yverdon-les-Bains                |
| Bahnhof                                     | 58,5 | Payerne                              | 452 m ü. M.                          |
| Abzweig geradeaus und nach rechts           |      | nach Fribourg                        | nach Fribourg                        |
| Bahnhof                                     | 60,8 | Corcelles-Nord                       | 448 m ü. M.                          |
| Haltepunkt / Haltestelle                    | 63,7 | Dompierre                            | 442 m ü. M.                          |
| Bahnhof                                     | 66,2 | Domdidier                            | 439 m ü. M.                          |
| Bahnhof                                     | 69,1 | Avenches Endpunkt R 8                | 438 m ü. M.                          |
| Bahnhof                                     | 72,8 | Faoug                                | 434 m ü. M.                          |
| Abzweig geradeaus und von rechts            |      | TPF-FMA von Fribourg S 20            | TPF-FMA von Fribourg S 20            |
| Bahnhof                                     | 76,5 | Murten/Morat Endpunkt S 5            | 448 m ü. M.                          |
| Haltepunkt / Haltestelle                    | 78,6 | Muntelier-Löwenberg                  | 439 m ü. M.                          |
| Dienststation / Betriebs- oder Güterbahnhof | 79,1 | Muntelier                            | 435 m ü. M.                          |
| Abzweig geradeaus und nach links            | 79,1 | TPF-FMA nach Ins S 20                | TPF-FMA nach Ins S 20                |
| Bahnhof                                     | 80,7 | Galmiz                               | 437 m ü. M.                          |
| Kreuzung                                    |      | Kreuzung mit BN-Linie Bern–Neuchâtel | Kreuzung mit BN-Linie Bern–Neuchâtel |
| Abzweig geradeaus und von rechts            |      | Verbindung zur BN Richtung Bern S 5  | Verbindung zur BN Richtung Bern S 5  |
| Bahnhof                                     | 84,8 | Kerzers Fahrtrichtungswechsel S 5    | 443 m ü. M.                          |
| Strecke                                     |      | Endpunkt R 9                         | Endpunkt R 9                         |
| Strecke                                     |      | nach Lyss                            | nach Lyss                            |

| Strecke                           |      | SBB von Neuchâtel               | SBB von Neuchâtel   |
| Bahnhof                           | 0,0  | Yverdon-les-Bains Endpunkt S 30 | 434 m ü. M.         |
| Abzweig geradeaus und nach rechts |      | SBB nach Lausanne               | SBB nach Lausanne   |
| Haltepunkt / Haltestelle          |      | Yverdon-Champ Pittet            | 434 m ü. M.         |
| Bahnhof                           | 8,8  | Yvonand                         | 434 m ü. M.         |
| Haltepunkt / Haltestelle          | 12,6 | Cheyres                         | 436 m ü. M.         |
| Bahnhof                           | 18,1 | Estavayer-le-Lac                | 463 m ü. M.         |
| Bahnhof                           | 23,7 | Cugy FR                         | 469 m ü. M.         |
| Abzweig geradeaus und von rechts  |      | von Palézieux                   | von Palézieux       |
| Bahnhof                           | 27,9 | Payerne                         | 452 m ü. M.         |
| Abzweig geradeaus und nach links  |      | nach Murten–Kerzers             | nach Murten–Kerzers |
| Haltepunkt / Haltestelle          | 29,7 | Corcelles-Sud                   | 451 m ü. M.         |
| Haltepunkt / Haltestelle          | 31,8 | Cousset                         | 484 m ü. M.         |
| Haltepunkt / Haltestelle          | 35,5 | Léchelles                       | 551 m ü. M.         |
| Bahnhof                           | 40,1 | Grolley                         | 613 m ü. M.         |
| Haltepunkt / Haltestelle          | 44,5 | Belfaux CFF                     | 613 m ü. M.         |
| Abzweig geradeaus und von links   | 45,9 | TPF-FMA von Murten              | TPF-FMA von Murten  |
| Bahnhof                           | 45,9 | Givisiez                        | 616 m ü. M.         |
| Brücke                            |      | Autobahn A12 72 m               | Autobahn A12 72 m   |
| Abzweig geradeaus und von links   |      | von Bern                        | von Bern            |
| Bahnhof                           | 49,9 | Fribourg/Freiburg Endpunkt S 30 | 629 m ü. M.         |
| Strecke                           |      | nach Lausanne                   | nach Lausanne       |

Als Broyelinien oder auch Broyetallinien bezeichnet man die beiden Eisenbahnlinien in der Romandie, die sich im Bahnhof von Payerne kreuzen:
- Broye longitudinale Palézieux–Payerne–Murten–Kerzers, 64 km lang
- Broye transversale Yverdon-les-Bains–Payerne–Freiburg, 50 km lang

Die nach dem Fluss Broye benannten Linien berühren die Kantone Waadt und Freiburg, dabei wird die Kantonsgrenze insgesamt zehnmal überquert.

## Geschichte
Das Linienkreuz um Payerne wurde in mehreren Etappen eröffnet:
- 12. Juni 1876 Murten–Kerzers
- 25. August 1876 Murten–Palézieux und Payerne–Freiburg
- 1. Februar 1877 Payerne–Yverdon

Eigentümerin war die Bahngesellschaft Chemins de fer de la Suisse Occidentale, welche bereits die Jurafusslinie via Yverdon und die Bahnstrecke Lausanne–Bern via Freiburg betrieb. Die etablierte Konkurrenz dieser beiden Hauptverkehrsrouten und der ländliche Charakter des Einzugsgebiets liessen die Broyelinien zu keiner Zeit über den Status von Nebenbahnen hinauskommen.
Dem geringen Verkehrsaufkommen entsprechend wurden die auf ihrer ganzen Länge einspurigen Strecken erst spät, in den Jahren 1944 bis 1947, elektrifiziert. Bereits von 1903 bis 1947 waren die Abschnitte Murten–Muntelier und Givisiez–Fribourg für die Züge der Freiburg-Murten-Ins-Bahn (FMA) mit 750 Volt Gleichspannung und seitlicher Stromschiene elektrifiziert.
Als Linie S21 ist der Abschnitt Palézieux–Payerne ins Netz des Léman Express einbezogen.

## Unfälle
Am 21. April 1969 kollidierte ein von Lyss nach Lausanne verkehrender Personenzug auf einem Niveauübergang bei Galmiz mit einem beladenen Langholzlastwagen. Der Unfall forderte fünf Menschenleben. Er war auf Unachtsamkeit des Lastwagenchauffeurs zurückzuführen, die Signalisationsanlage funktionierte einwandfrei.
Am 23. September 1994 rammte ein Rangierzug auf einem Bahnübergang bei Payerne einen Schulbus. Ein Kind wurde getötet, acht weitere wurden verletzt. Beim Einstellen der Fahrstrasse für einen nach Lausanne fahrenden Güterzug wurden die Barrieren automatisch geschlossen. Nach der Ausfahrt des Güterzugs öffneten sich die Barrieren. In dem Moment, als die wartenden Autos losfuhren, näherte sich der Rangierzug.
Am 29. Juli 2013 kam es zum Eisenbahnunfall von Granges-Marnand. Dort musste die S21 einen Kreuzungshalt mit dem zu Hauptverkehrszeiten fahrenden Regio-Express abwarten. Der Bahnhof verfügt über ein 1958 gebautes Stellwerk und Gruppenausfahrsignale und ist nur mit Integra-Signum, nicht aber ZUB gesichert.

## Streckenführung
Die Längslinie Palézieux–Kerzers verläuft in vorwiegend nordöstlicher Richtung, immer entlang des namensgebenden Flusses bis zum Murtensee. Im ersten Abschnitt bis Moudon, wo sich auch der einzige Tunnel der Linie befindet, beträgt die maximale Neigung 19 Promille; anschliessend verläuft die Strecke flacher. Bei der Einfahrt des Bahnhofs Kerzers wird die Linie Bern–Neuenburg in spitzem Winkel niveaugleich gekreuzt. Der Bahnhof selbst, gemeinschaftlich von SBB und BLS betrieben, erfuhr in den Jahren 2003 bis 2005 einen grundlegenden Umbau. Das mechanische Stellwerk aus dem Jahr 1896 blieb als Museum erhalten.
Die Querlinie führt von Yverdon-les-Bains bis Estavayer-le-Lac durch die Grande Cariçaie dem Ufer des Neuenburgersees entlang, bevor sie ins breite Broyetal hinüber wechselt. Hinter Payerne wird die Wasserscheide zwischen Broye und Saane mit einer kurvenreichen, bis zu 21 Promille ansteigenden Rampe überwunden.

## Rollmaterial
Ab 1936 bis 1939 waren die beiden roten Dieselpfeile CLm 2/4 hier regelmässig anzutreffen. Diese waren immer im Depot Lausanne stationiert und wurden damals in der Regel auf dieser Strecke eingesetzt. Es gab für sie nur einen eintägigen Umlaufplan, dieser startete in Payerne und führte den Triebwagen von Payerne und dreimal nach Lyss, davon zweimal weiter bis Solothurn (sonntags zusätzlich einmal Solothurn-Büren an der Aare-Solothurn) und zweimal nach Lausanne. Während des Zweiten Weltkrieges waren sie wegen Treibstoffversorgungsengpässen abgestellt. Zwischen 1945 und 1947 kamen sie nochmals zwischen Payerne und Freiburg zum Einsatz.
Nach der Elektrifikation waren zunächst die «Sécherons» Ae 3/5 und Ae 3/6III vor den meisten Zügen anzutreffen. Ab 1952 übernahmen BDe 4/4-Pendelzüge den Personenverkehr, die ihrerseits in den 1990ern von den NPZ abgelöst wurden.
An die Epoche der 1930er- und frühen 40er-Jahre, als die Broye eines der letzten Einsatzgebiete der SBB-Dampflokomotiven darstellte, erinnern Sonderfahrten mit der historischen A 3/5 705.